# Astatotilapia
Astatotilapia is een geslacht van straalvinnige vissen uit de familie van de cichliden (Cichlidae).

## Soorten
- Astatotilapia bloyeti (Sauvage, 1883)
- Astatotilapia burtoni (Günther, 1894)
- Astatotilapia calliptera (Günther, 1894)
- Astatotilapia desfontainii (Lacépède, 1802)
- Astatotilapia flaviijosephi (Lortet, 1883)
- Astatotilapia stappersii (Poll, 1943)
- Astatotilapia swynnertoni (Boulenger, 1907)
- Astatotilapia tweddlei Jackson, 1985